# Чорноморська безпека
«Чорноморська безпека» (англ. «Black Sea Security») — український двомовний (українська, англійська) журнал, науково-теоретичне та науково-практичне видання, присвячене проблемам безпеки в Чорноморсько-каспійському регіоні. З 2005 року і до окупації Криму Росією часопис видавався севастопольським Центром сприяння вивченню геополітичних проблем і євроатлантичного співробітництва Чорноморського регіону «Номос». З 2017 року видання журналу відновлене під егідою Центру глобалістики «Стратегія ХХІ». ISSN — 2616-4027 (українською мовою), 2616-9274 (англійською).

## Історія
Журнал «Чорноморська безпека» заснований 8 лютого 2005 року як регіональне видання, програмними цілями якого є висвітлення політичних і геополітичних проблем Чорноморського регіону, питань європейського і євроатлантичного співробітництва причорноморських держав.
У 2007 році «Чорноморська безпека» став загальноукраїнським виданням (свідоцтво про реєстрацію в Міністерстві юстиції України КВ № 12341-1225ПР від 23.02.2007 р.).
Випуск журналу був тимчасово припинений у 2014 році через окупацію Росією Севастополя, де розташовувалася редакція часопису.
У 2017 році «Чорноморська безпека» зареєстрована в Міністерстві юстиції України як друкований орган Центру глобалістики «Стратегія ХХІ», свідоцтво про реєстрацію КВ № 23053-12893ПР від 11.12.2017 р..

## Місія журналу

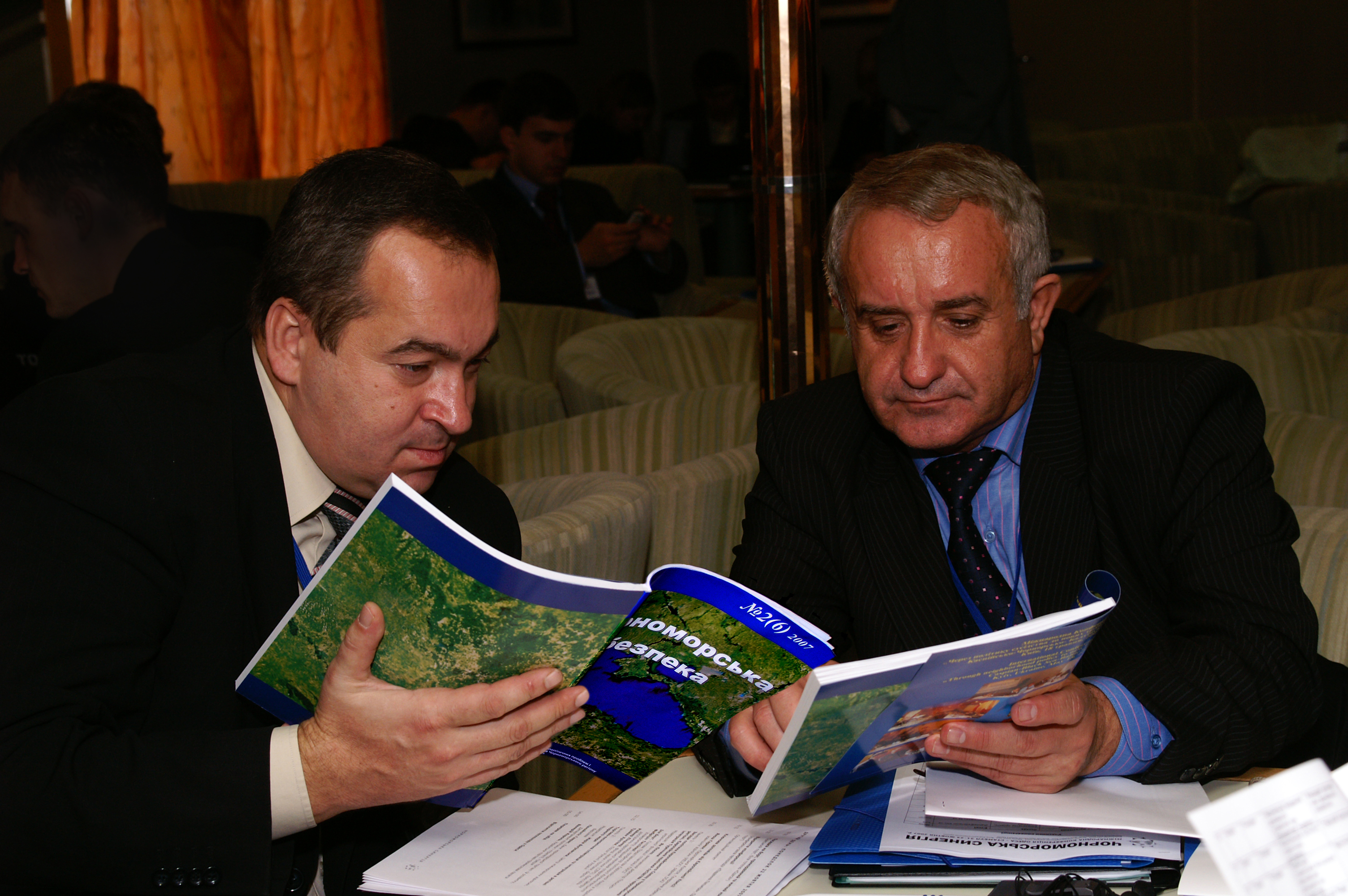
Міжнародна конференція «Чорноморська синергія» (Одеса — Стамбул, 21-23 жовтня 2007 року)

Місія журналу «Чорноморська безпека» полягає в консолідації інтелектуальних зусиль науково-професійного співтовариства, інтеграції українських і зарубіжних еліт у вирішенні проблем Чорноморського регіону, сприянні діалогу і дискусіям експертної спільноти і політиків про стан та перспективи розвитку Чорноморсько-каспійського регіону; забезпеченні українських державних діячів, науковців, громадськості неупередженою і всебічною інформацією про стан та тенденції розвитку ситуації в ЧКР.
У журналі публікуються інформаційні та аналітичні матеріали присвячені різним аспектам безпеки — політичному, військовому, енергетичному, демографічному, екологічному, проблемам міжкультурного і міжнаціонального діалогу, врегулюванню регіональних конфліктів, боротьбі з тероризмом і піратством.
Значна увага приділяється питанням громадського контролю над проблемами регіональної безпеки і інтеграції країн Чорноморсько-каспійського регіону, у тому числі в євроатлантичну систему безпеки і в європейські економічні структури, аналізу потенційних і так званих «заморожених» конфліктів.
На сторінках «Чорноморської безпеки» можна знайти матеріали, які висвітлюють питання національної безпеки України, у тому числі і пов'язані з перебуванням Чорноморського флоту Росії, проблемами кримськотатарського народу, формуванням морської політики держави, проблемами державних кордонів тощо.

### Основна тематика публікуємих матеріалів
- Геополітика і національна безпека;
- Європейська і євроатлантична інтеграція;
- Економічна політика, енергетична і екологічна безпека;
- Воєнна безпека держави, збройні конфлікти, тероризм і піратство
- Міжнаціональні і міжконфесійні відносини.